# Église Sainte-Agathe de Villers-Allerand
L' Église Sainte-Agathe  de Villers-Allerand est une église gothique construite au XIIe siècle.

## Historique
L’église Sainte-Agathe, d’architecture romane, date du XIIe siècle et relève du diocèse de Reims. Elle est classée au titre des monuments historiques par arrêté du 26 mars 1924.
L'église a gardé deux chapelles peintes ainsi que le baptistère, des chapiteaux sculptés : martyr d'Agathe, oiseaux à visage humain. Plusieurs tableaux dont un Christ à la couronne avec les symboles de la Passion portés par des anges du XVIIe siècle.
Deux stalles dans le chœur ayant des lions sculptés.

## Galerie d'images

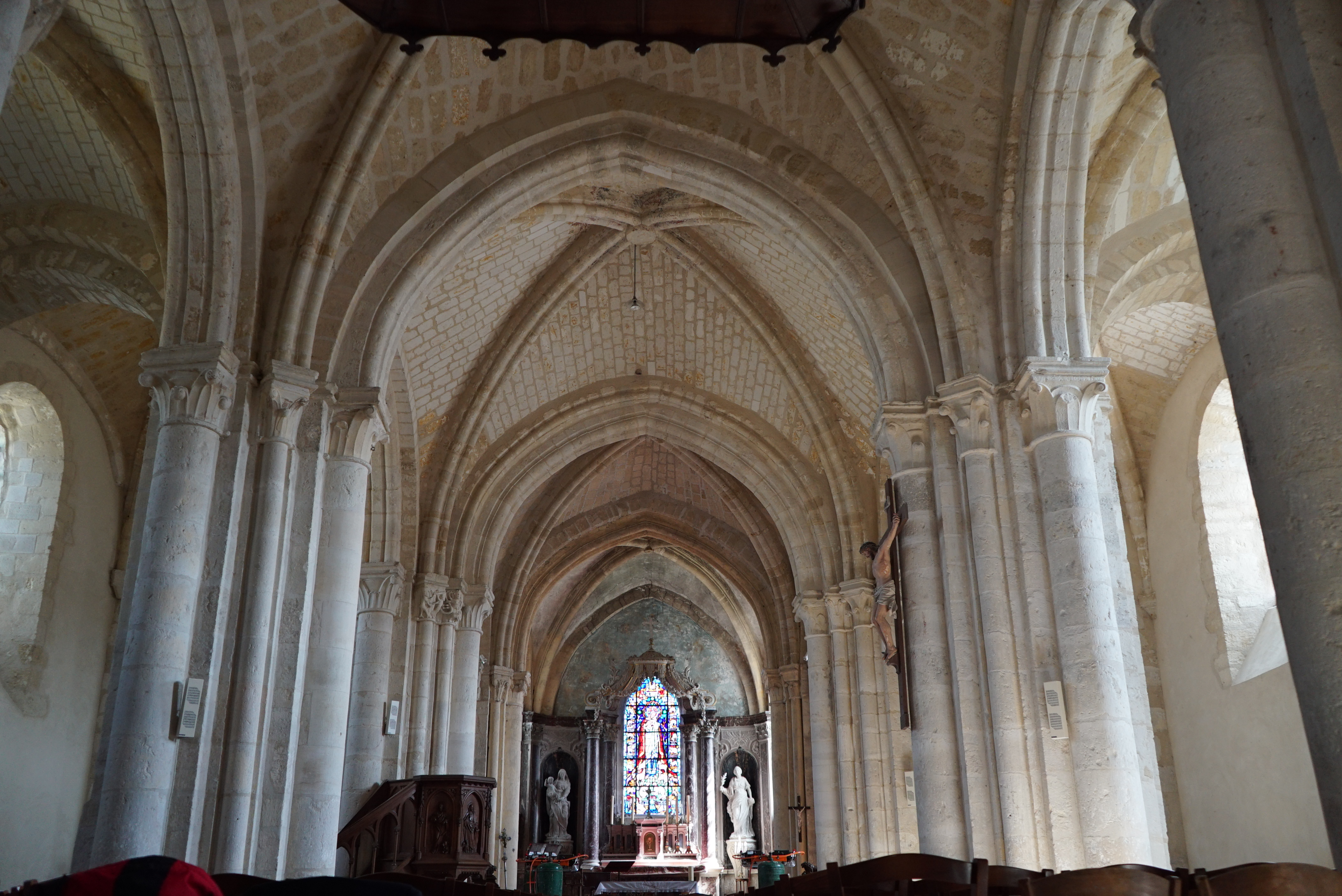
La nef.
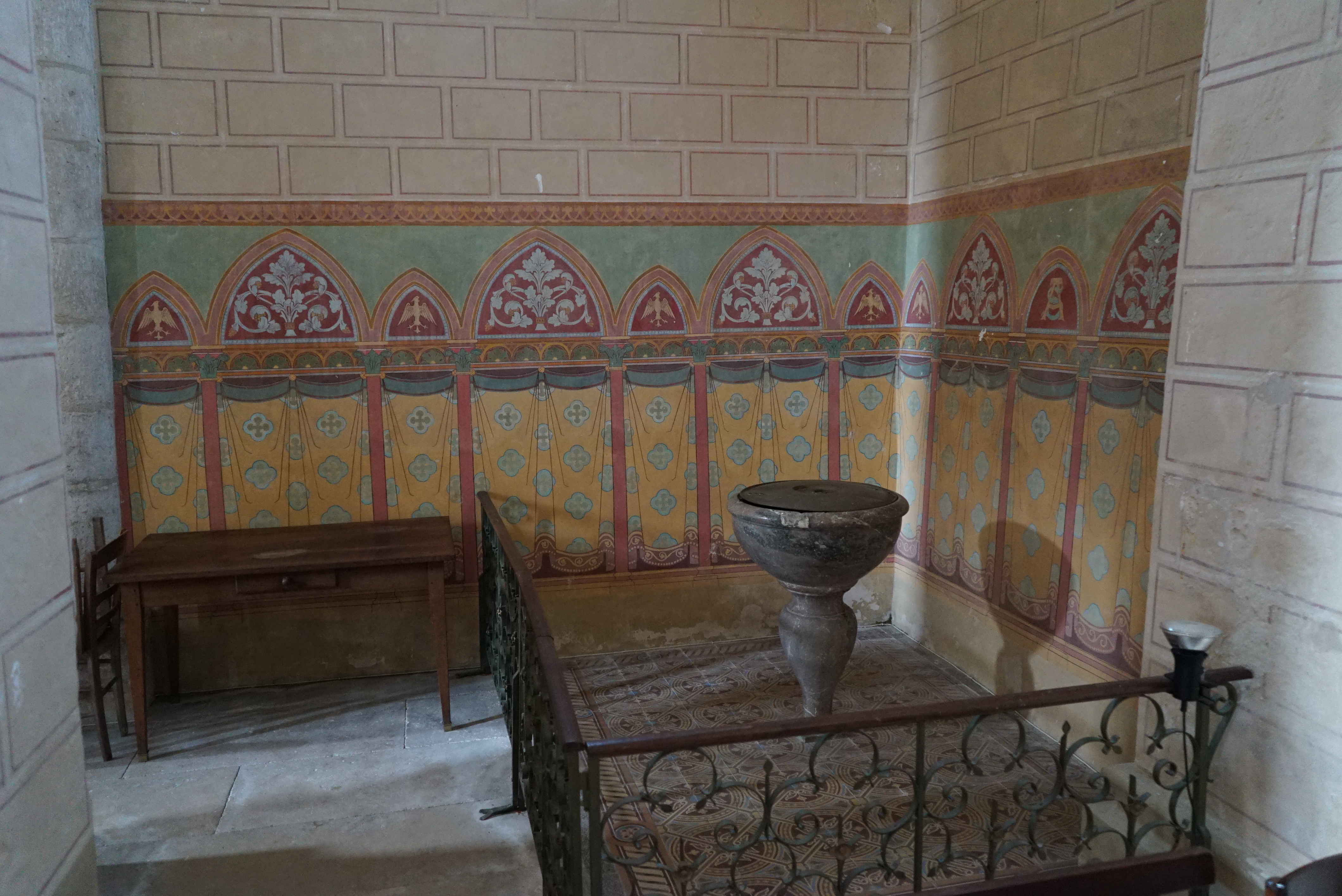
Baptistère.
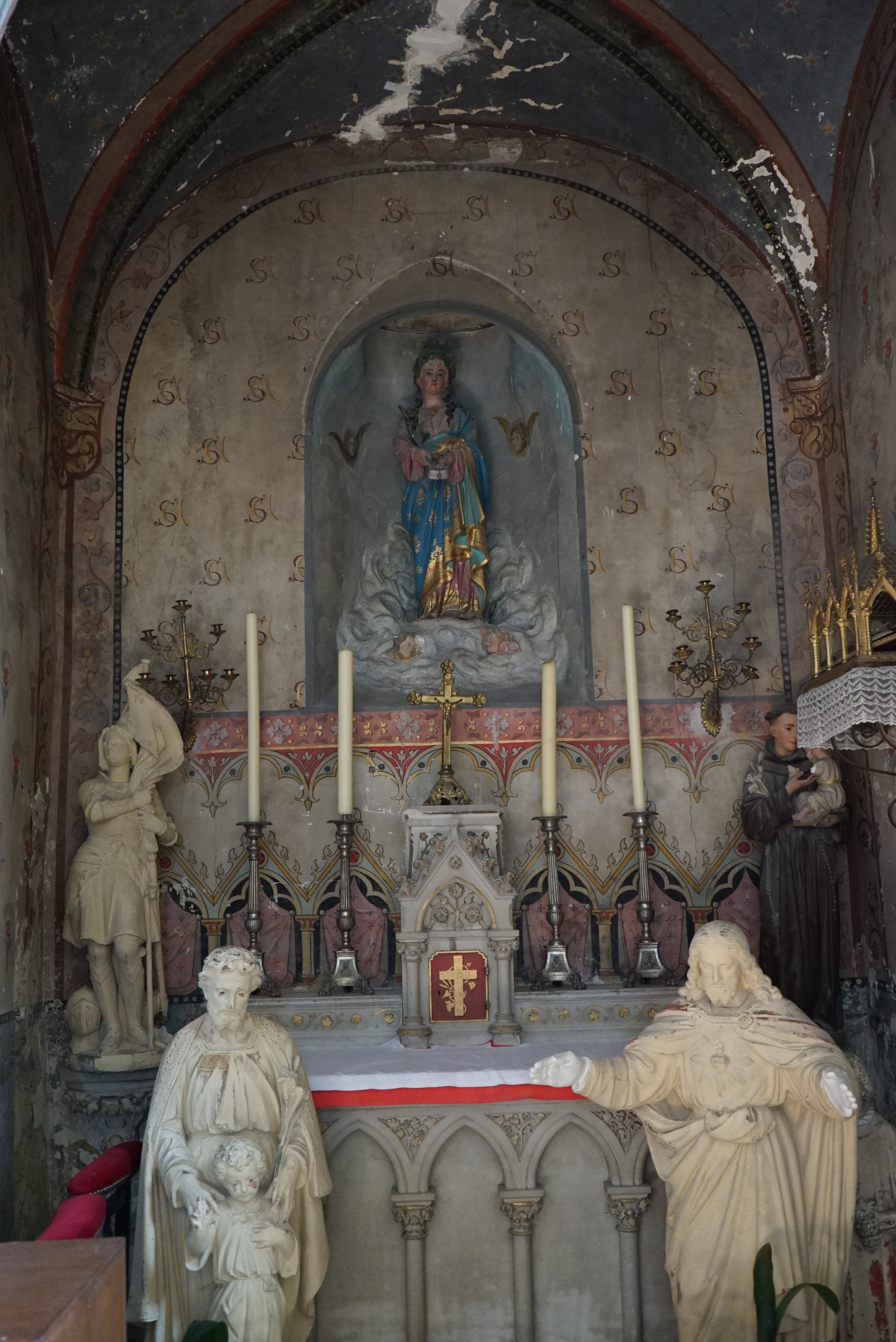
Chapelle.
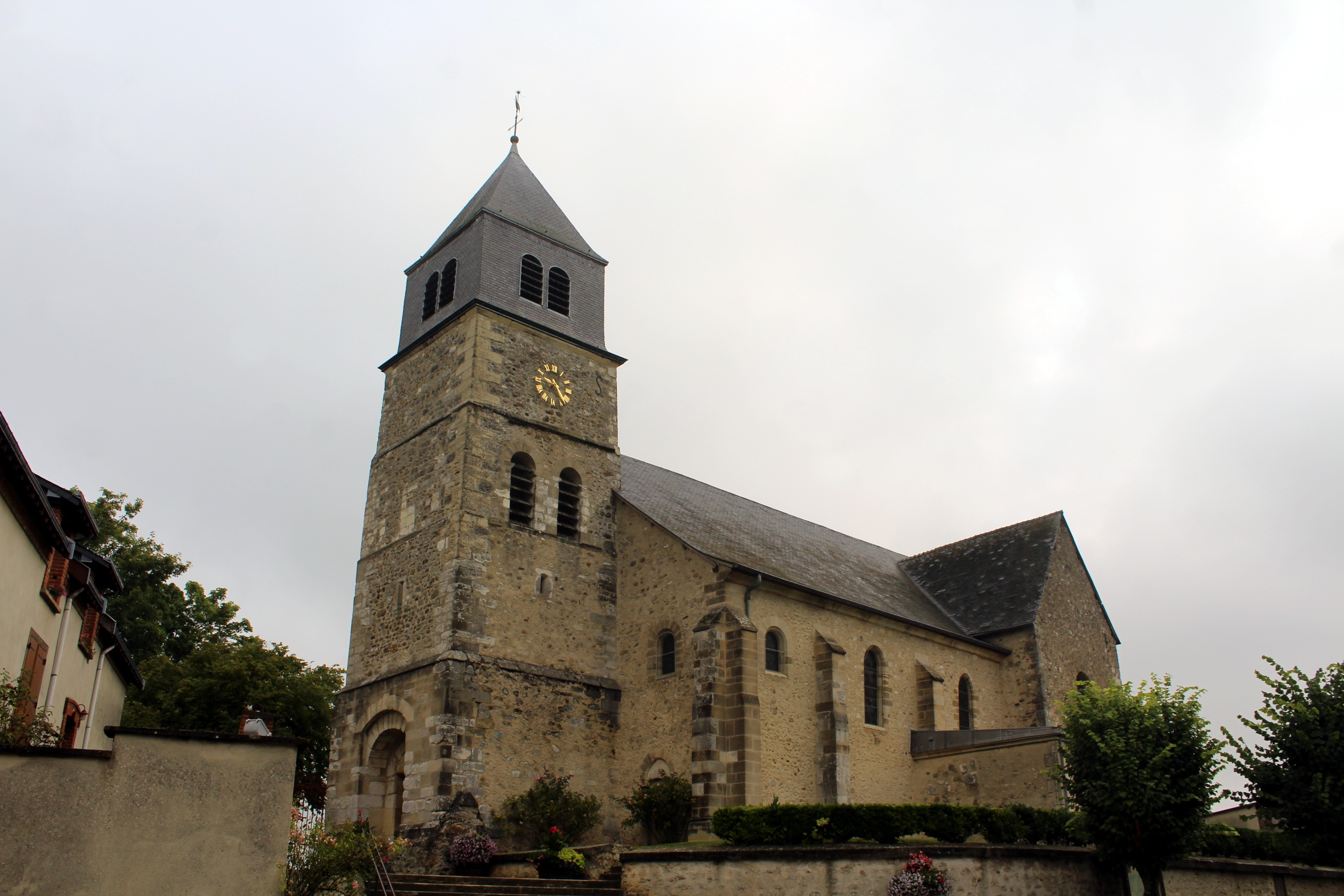
Côté sud.
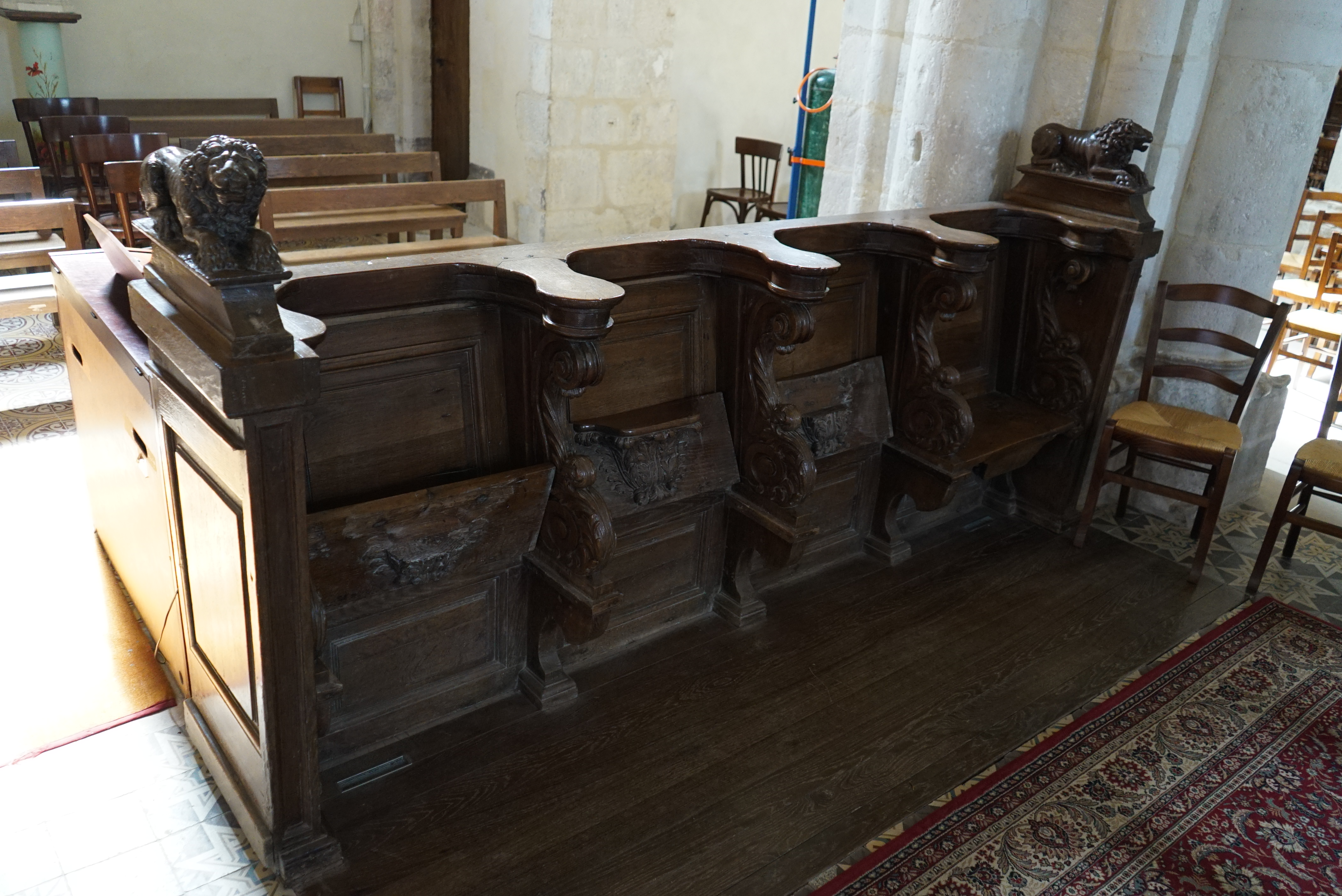
Stalles
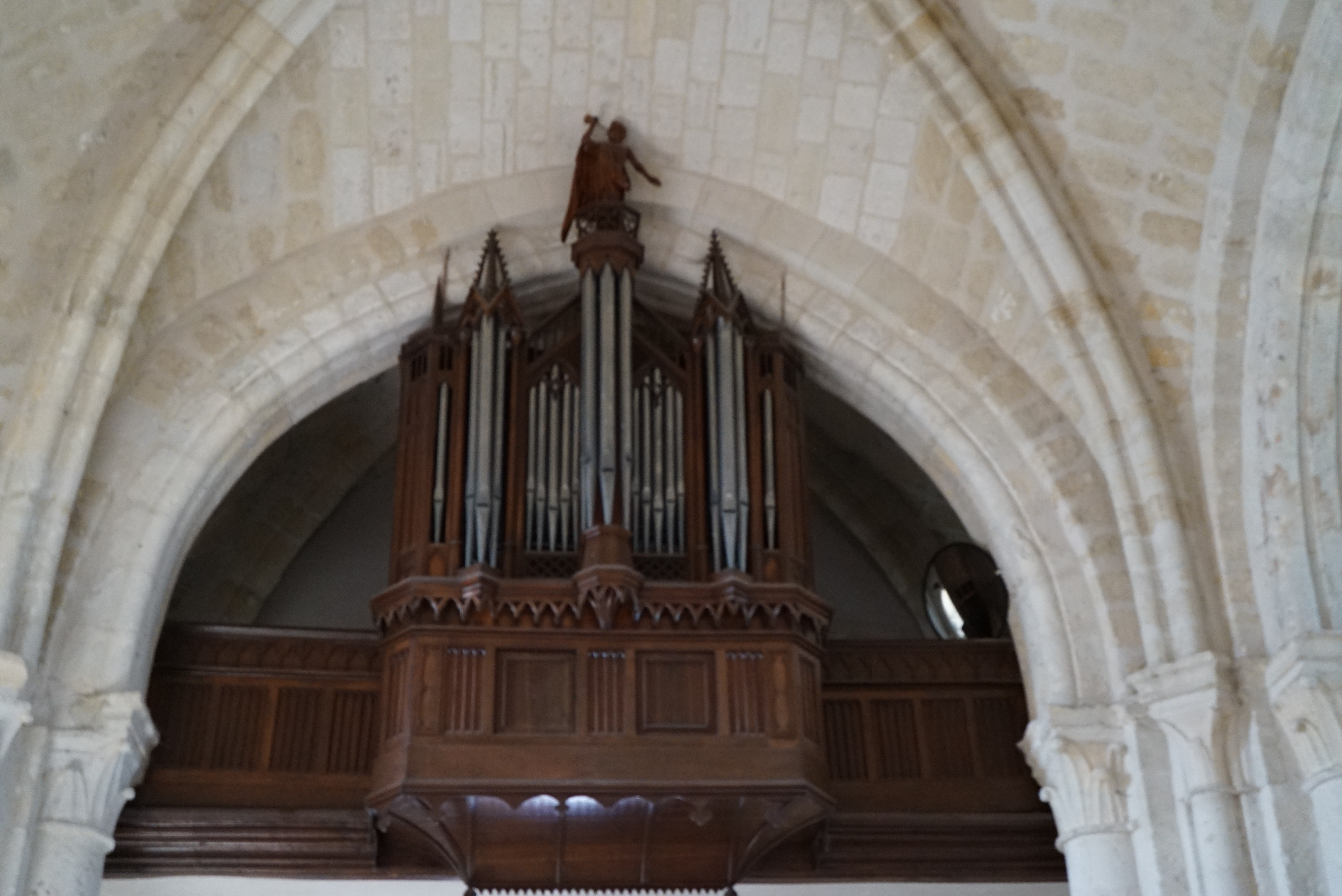
Orgues.